# 涵江站
涵江站是福建省莆田市涵江区一座铁路车站，经过线路有福厦铁路。车站位于江口镇丰山村，设2台4线，建筑面积4100平方米，高度20.3米，于2010年4月26日随福厦铁路正式通车同时启用。

### 车站楼层
| 地上二层 | 侧式站台 | 侧式站台                          | 侧式站台 | 侧式站台 |
|          | 上行站台 | 杭深铁路 深圳北方向（下站：莆田） |          |          |
|          |          | 杭深铁路 越行路轨                 |          |          |
|          |          | 杭深铁路 越行路轨                 |          |          |
|          | 下行站台 | 杭深铁路 杭州东方向（下站：福清） |          |          |
|          | 侧式站台 |                                   |          |          |
| 地面     | 站厅     | 售票处、进站口、候车区、出站口    |          |          |